# Tylophora treubiana
Tylophora treubiana är en oleanderväxtart som beskrevs av Rudolf Schlechter. Tylophora treubiana ingår i släktet Tylophora och familjen oleanderväxter. Inga underarter finns listade i Catalogue of Life.